# میامائه-کو، کاواساکی
میامائه (به لاتین: Miyamae-ku) یک منطقهٔ مسکونی در ژاپن است که در کاواساکی، کاناگاوا واقع شده‌است. میامائه ۱۸٫۶۱ کیلومتر مربع مساحت و ۲۱۷٬۲۵۱ نفر جمعیت دارد.